# Росія на зимових Олімпійських іграх 2014
Росія на зимових Олімпійських іграх 2014 року у Сочі була представлена 223 спортсменами в 15 видах спорту. Вона очолила неофіційний медальний залік, завоювавши 33 медалі, з них 13 золотих, 11 срібних і 9 бронзових.

## Біатлон
Спринт
| Змагання | Спортсмени        | Час     | Промахи | Місце |
| -------- | ----------------- | ------- | ------- | ----- |
| Чоловіки | Антон Шипулін     | 24:39.9 | 0+1     | 4     |
| Чоловіки | Євген Устюгов     | 25:19.1 | 0+1     | 16    |
| Чоловіки | Євген Гаранічев   | 25:43.0 | 0+1     | 27    |
| Чоловіки | Дмитро Малишко    | 25:48.5 | 0+0     | 28    |
| Жінки    | Ольга Вілухіна    | 21:26.7 | 0+0     | 2     |
| Жінки    | Яна Романова      | 21:53.4 | 0+0     | 19    |
| Жінки    | Ольга Зайцева     | 22:16.6 | 1+0     | 28    |
| Жінки    | Катерина Шумілова | 23:38.4 | 0+2     | 60    |

Переслідування
| Змагання | Спортсмени        | Час     | Промахи | Місце |
| -------- | ----------------- | ------- | ------- | ----- |
| Чоловіки | Євген Устюгов     | 34:25.3 | 0+1+0+0 | 5     |
| Чоловіки | Антон Шипулін     | 34:47.1 | 0+1+1+1 | 14    |
| Чоловіки | Євген Гаранічев   | 34:47.7 | 0+0+1+0 | 15    |
| Чоловіки | Дмитро Малишко    | 36:17.0 | 0+1+1+0 | 33    |
| Жінки    | Ольга Вілухіна    | 30:32.9 | 0+1+0+0 | 7     |
| Жінки    | Ольга Зайцева     | 30:43.0 | 0+0+0+0 | 11    |
| Жінки    | Яна Романова      | 31:55.1 | 0+1+1+0 | 23    |
| Жінки    | Катерина Шумілова | 34:34.2 | 0+2+1+0 | 47    |

## Ковзанярський спорт
Чоловіки
| Дистанція | Спортсмен          | Заїзд 1 | Заїзд 1 | Заїзд 2 | Заїзд 2 | Фінал   | Фінал |
| Дистанція | Спортсмен          | Час     | Місце   | Час     | Місце   | Час     | Місце |
| --------- | ------------------ | ------- | ------- | ------- | ------- | ------- | ----- |
| 500 м     | Денис Коваль       | 35.192  | 14      | 35.24   | 15      | 70.440  | 13    |
| 500 м     | Олексій Єсін       | 35.09   | 10      | 35.41   | 19      | 70.50   | 16    |
| 500 м     | Артем Кузнєцов     | 35.51   | 28      | 35.14   | 10      | 70.66   | 19    |
| 500 м     | Дмитро Лобков      | 35.50   | 28      | 35.37   | 18      | 70.88   | 23    |
| 1000 м    | Денис Юсков        | —       | —       | —       | —       | 1:09.81 | 17    |
| 1000 м    | Олексій Єсін       | —       | —       | —       | —       | 1:09.93 | 18    |
| 1000 м    | Дмитро Лобков      | —       | —       | —       | —       | 1:10.65 | 27    |
| 1000 м    | Ігор Боголюбський  | —       | —       | —       | —       | 1:12.85 | 39    |
| 5000 м    | Денис Юсков        | —       | —       | —       | —       | 6:19.51 | 6     |
| 5000 м    | Іван Скобрєв       | —       | —       | —       | —       | 6:19.83 | 7     |
| 5000 м    | Олександр Румянцев | —       | —       | —       | —       | 6:24.93 | 11    |

Жінки
| Дистанція | Спортсмен         | Заїзд 1 | Заїзд 1 | Заїзд 2 | Заїзд 2 | Фінал   | Фінал |
| Дистанція | Спортсмен         | Час     | Місце   | Час     | Місце   | Час     | Місце |
| --------- | ----------------- | ------- | ------- | ------- | ------- | ------- | ----- |
| 500 м     | Ольга Фаткуліна   | 37.57   | 2       | 37.49   | 2       | 75.06   | 2     |
| 500 м     | Катерина Малишева | 38.78   | 16      | 38.76   | 18      | 77.55   | 17    |
| 500 м     | Ангеліна Голікова | 38.82   | 18      | 38.85   | 22      | 77.68   | 18    |
| 500 м     | Катерина Лобишева | 39.202  | 25      | 39.04   | 25      | 78.24   | 25    |
| 1000 м    | Ольга Фаткуліна   | —       | —       | —       | —       | 1:15.08 | 4     |
| 1000 м    | Катерина Шихова   | —       | —       | —       | —       | 1:17.01 | 15    |
| 1000 м    | Юлія Скокова      | —       | —       | —       | —       | 1:17.02 | 16    |
| 1000 м    | Катерина Лобишева | —       | —       | —       | —       | 1:17.31 | 20    |
| 3000 м    | Ольга Граф        | —       | —       | —       | —       | 4:03.47 | 3     |
| 3000 м    | Юлія Скокова      | —       | —       | —       | —       | 4:09.36 | 8     |
| 3000 м    | Катерина Шихова   | —       | —       | —       | —       | 4:14.97 | 20    |

## Сноубординг
Слоуп-стайл
| Змагання | Спортсмени      | Кваліфікація | Кваліфікація | Кваліфікація | Кваліфікація        | Кваліфікація | Півфінал | Півфінал | Півфінал | Півфінал            | Півфінал | Фінал | Фінал   | Фінал   | Фінал               | Фінал |
| Змагання | Спортсмени      | Заїзд        | Спуск 1      | Спуск 2      | Найкращий результат | Місце        | Заїзд    | Спуск 1  | Спуск 2  | Найкращий результат | Місце    | Заїзд | Спуск 1 | Спуск 2 | Найкращий результат | Місце |
| -------- | --------------- | ------------ | ------------ | ------------ | ------------------- | ------------ | -------- | -------- | -------- | ------------------- | -------- | ----- | ------- | ------- | ------------------- | ----- |
| Чоловіки | Олексій Соболєв | 1            | 28,50        | 63,00        | 63,00               | 10           |          |          |          |                     |          |       |         |         |                     |       |

## Фігурне катання
| Змагання                  | Спортсмени                      | Коротка програма  | Коротка програма  | Довільна програма | Довільна програма | Підсумок          | Підсумок          |
| Змагання                  | Спортсмени                      | Бали              | Місце             | Бали              | Місце             | Бали              | Місце             |
| ------------------------- | ------------------------------- | ----------------- | ----------------- | ----------------- | ----------------- | ----------------- | ----------------- |
| Чоловіче одиночне катання | Євген Плющенко                  | знятий зі змагань | знятий зі змагань | знятий зі змагань | знятий зі змагань | знятий зі змагань | знятий зі змагань |
| Жіноче одиночне катання   |                                 |                   |                   |                   |                   |                   |                   |
| Спортивні пари            | Тетяна Волосожар/Максим Транков | 84.17             | 1                 | 152.69            | 1                 | 236.86            | 1                 |
| Спортивні пари            | Ксенія Столбова/Федір Клімов    | 75.21             | 3                 | 143.47            | 2                 | 218.68            | 3                 |
| Спортивні пари            | Віра Базарова/Юрій Ларіонов     | 69.66             | 8                 | 129.94            | 6                 | 199.60            | 6                 |
| Танці на льоду            |                                 |                   |                   |                   |                   |                   |                   |

Командні змагання
| Змагання         | Спортсмени | Коротка програма | Коротка програма | Коротка програма | Коротка програма | Коротка програма | Коротка програма | Коротка програма | Коротка програма | Результат | Результат | Довільна програма | Довільна програма | Довільна програма | Довільна програма | Довільна програма | Довільна програма | Довільна програма | Довільна програма | Результат | Результат |
| Змагання         | Спортсмени | Ч                | Бали             | Ж                | Бали             | П                | Бали             | Т                | Бали             | Сума      | Місце     | Ч                 | Бали              | Ж                 | Бали              | П                 | Бали              | Т                 | Бали              | Сума      | Місце     |
| ---------------- | --- | ---------------- | ---------------- | ---------------- | ---------------- | ---------------- | ---------------- | ---------------- | ---------------- | --------- | --------- | ----------------- | ----------------- | ----------------- | ----------------- | ----------------- | ----------------- | ----------------- | ----------------- | --------- | --------- |
| Командне катання | Євген Плющенко Тетяна Волосожар/Максим Транков Ксенія Столбова/Федір Клімов Юлія Липнінська Катерина Боброва/Дмитро Соловйов Олена Ілліних/Микита Кацалапов | 91.39            | 9                | 72.90            | 10               | 83.79            | 10               | 70.27            | 8                | 37        | 1 Q       | 168.20            | 10                | 141.51            | 10                | 135.09            | 10                | 103.48            | 8                 | 75        | 1         |

## Фристайл
Могул
| Змагання | Спортсмени         | Кваліфікація 1 | Кваліфікація 1 | Кваліфікація 1 | Кваліфікація 2 | Кваліфікація 2 | Кваліфікація 2 | Фінал | Фінал | Фінал |
| Змагання | Спортсмени         | Час            | Бали           | Місце          | Час            | Бали           | Місце          | Час   | Бали  | Місце |
| -------- | ------------------ | -------------- | -------------- | -------------- | -------------- | -------------- | -------------- | ----- | ----- | ----- |
| Жінки    | Регіна Рахімова    |                | 20,48          | 10             |                |                |                |       |       |       |
| Жінки    | Олена Муратова     |                | 17,95          | 18             |                |                |                |       |       |       |
| Жінки    | Маріка Пертахія    |                | 17,53          | 19             |                |                |                |       |       |       |
| Жінки    | Катерина Столярова |                | 8,44           | 25             |                |                |                |       |       |       |